# Hluhove (Ciornohlazivka), Poltava
Hluhove (în ucraineană Глухове) este un sat în comuna Ciornohlazivka din raionul Poltava, regiunea Poltava, Ucraina.

## Demografie
Componența lingvistică a localității Hluhove
     Ucraineană (97,46%)
     Rusă (1,69%)
Conform recensământului din 2001, majoritatea populației localității Hluhove era vorbitoare de ucraineană (97,46%), existând în minoritate și vorbitori de rusă (1,69%).